# Lee Bowyer
Lee Bowyer (Londres, 3 de janeiro de 1977) é um treinador e ex-futebolista inglês. atualmente comanda o Birmingham City.
Foi revelado pelo Leeds United jogou toda sua carreira no futebol inglês como no Birmingham City, sempre como um meia-atacante.[carece de fontes?]
Foi eleito o jogador da temporada do Leeds duas vezes: 1998–99 e 2000–01
Atuou, em uma ocasião, pela seleção da Inglaterra. Também teve passagens pelas seleções de base.[carece de fontes?]